# Cropera phlebilis
Cropera phlebilis är en fjärilsart som beskrevs av George Francis Hampson 1905. Cropera phlebilis ingår i släktet Cropera och familjen tofsspinnare. Inga underarter finns listade i Catalogue of Life.